# Olympische Jugend-Sommerspiele 2010/Teilnehmer (Eritrea)
| Gelbes Symbol für Goldmedaillen mit stilisierten Olympischen Ringen | Graues Symbol für Silbermedaillen mit stilisierten Olympischen Ringen | Braundes Symbol für Bronzemedaillen mit stilisierten Olympischen Ringen |
| ------------------------------------------------------------------- | --------------------------------------------------------------------- | ----------------------------------------------------------------------- |
| 1                                                                   | —                                                                     | 1                                                                       |

Die Jugend-Olympiamannschaft aus Eritrea für die I. Olympischen Jugend-Sommerspiele vom 14. bis 26. August 2010 in Singapur bestand aus sieben Athleten.

## Athleten nach Sportarten

### Leichtathletik
| Mädchen - Samrawit Mengsteab 3000 m: Bronze | Jungen - Chuchu Jorjo 1000 m: 4. Platz - Abrar Osman Adem 3000 m: Gold |

### Radsport
- Senait Araya Debesay
- Samuel Akelom Gebremedhin
- Yonas Kidane Merese
- Haben Ghebretinsae Negasi
Mixed: 32. Platz